# Томсон, Флоренс Франкленд
Флоренс Франкленд Томсон (англ. Florence Frankland Thomson; ур. Уилсон (англ. Wilson); 8 декабря, 1885, Глазго — 2 июля, 1939, Глазго) — шотландская шахматистка, участница чемпионата мира по шахматам среди женщин (1937), многократная чемпионка Шотландии по шахматам среди женщин (1929, 1930, 1932, 1933, 1934, 1937).

## Биография
В 1920-е годы Флоренс Франкленд Томсон стала членом дамского шахматного клуба Глазго. Она побеждала в нескольких чемпионатах клуба. Флоренс Франкленд Томсон также была президентом дамского шахматного клуба Глазго, а только за несколько недель до своей кончины она была выбрана вице-президентом этого клуба на второй срок. Флоренс Франкленд Томсон также два раза побеждала в розыгрышах чемпионата другого шахматного клуба Глазго - «Glasgow Polytechnic Chess Club». Она шесть раз участвовала и каждый раз побеждала в чемпионатах Шотландии по шахматам среди женщин: в 1929, 1930, 1932, 1933, 1934 и 1937 годах.
Флоренс Франкленд Томсон также принимала участие в чемпионатах Великобритании по шахматам среди женщин, в которых лучшие результаты показала в 1935 году, когда поделила 3-е — 4-е место, в 1936 году, когда поделила 2-е — 3-е место, и в 1937 и 1938 годах, когда два раза подряд занимала второе место. В 1937 году в Стокгольме Флоренс Франкленд Томсон приняла участие в турнире за звание чемпионки мира по шахматам, где поделила 21-е — 22-е место с Ингридой Ларсен.
Флоренс Франкленд Томсон была первой женщиной-страховым брокером в Шотландии.
Ее сын Александер Эрд Томсон (англ. Alexander Aird Thomson; 1917—1991) также был шахматным мастером, который в 1951 году победил на чемпионате Шотландии по шахматам среди мужчин и три раза представлял команду Шотландии на Шахматных олимпиадах (1956, 1958, 1964).